# Valter Carrijo
Dom Valter Carrijo S.D.S. (Uberlândia, 22 de janeiro de 1934) é um padre salvatoriano e bispo católico brasileiro. Foi o segundo bispo diocesano de Brejo, no Maranhão.

## Biografia
Ordenado padre em dezembro de 1961, foi nomeado bispo coadjutor de Brejo em janeiro de 1989. No dia 15 de abril desse mesmo ano, recebeu a ordenação episcopal das mãos de Dom Paulo Eduardo Andrade Ponte, Dom Mário Teixeira Gurgel e Dom Roberto Pinarello de Almeida.
Em setembro de 1991 tomou posse como bispo diocesano, sucedendo a Dom Afonso de Oliveira Lima. Permaneceu à frente da diocese até maio de 2010, quando foi aceito seu pedido de renúncia, tornando-se então bispo emérito.